# Famille de Laborde
Pour les articles homonymes, voir Familles de Laborde.
La famille de Laborde est une famille éteinte[réf. nécessaire] de la noblesse française.
Elle compte parmi ses membres des fermiers généraux et des financiers au siècle des Lumières, mais aussi des diplomates, des hauts fonctionnaires, des archéologues, un amiral.
Le nom Laborde subsiste encore en Espagne par la famille Munoz qui a relevé le nom, portant celui de Muñoz de Laborde.[réf. nécessaire]

## Histoire
Régis Valette, dans Catalogue de la noblesse française au XXIe siècle, écrit que la famille de Laborde est originaire du Béarn, qu'elle a été anoblie en 1756 par l'exercice d'une charge de secrétaire du roi et qu'elle a reçu le titre de marquis de Méréville en 1785.

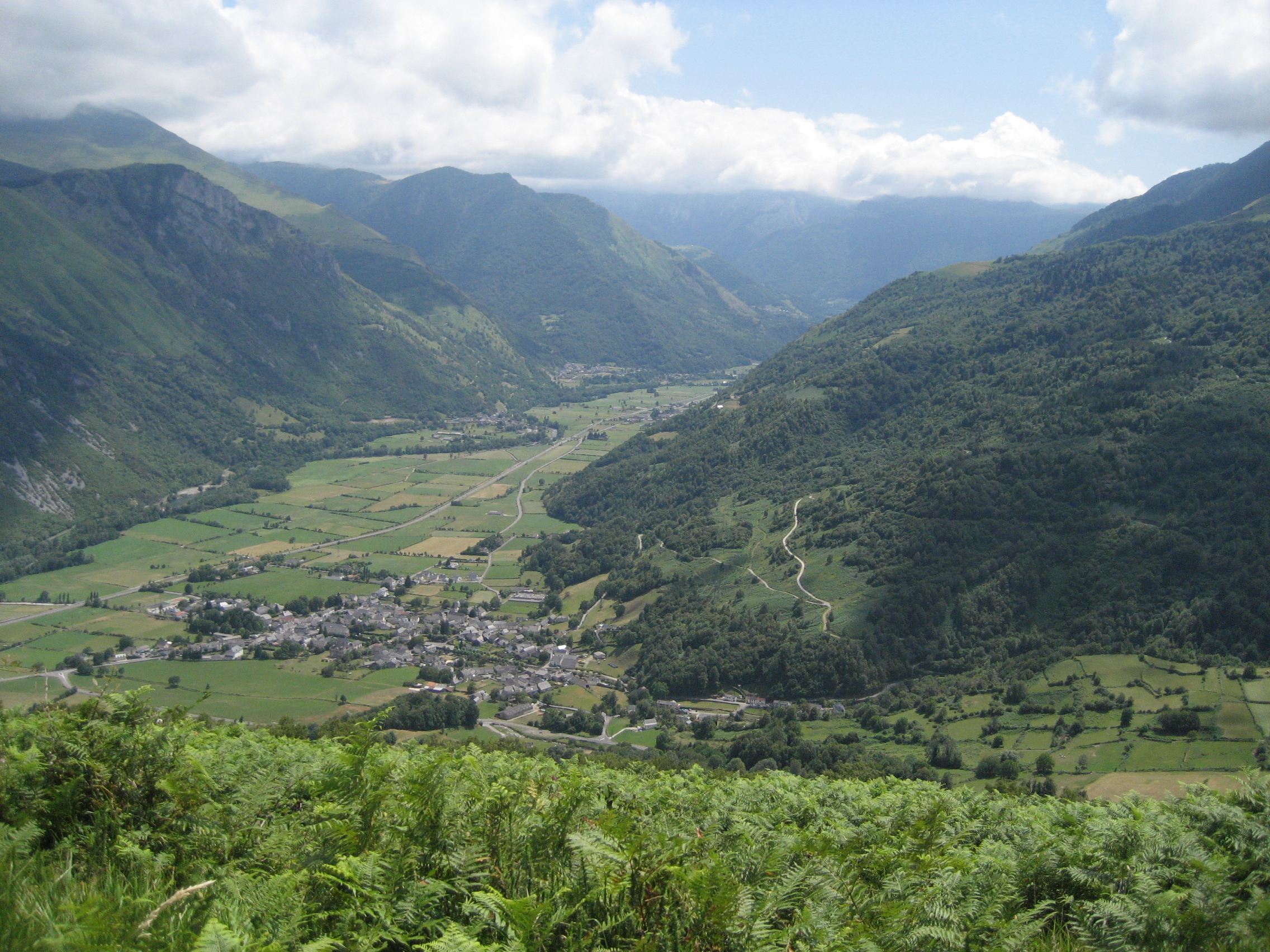
Le village de Bielle, en Béarn

## Personnalités
- Jean-Pierre Laborde (1673-1739), citoyen de Bayonne et négociant en laine, installé à Jaca puis à Paris, banquier vers 1717[2]. Il ramenait des piastres espagnoles en contrebande[3]. Il est le père de Jean-Joseph de Laborde (1724-1794).
- Jean-François de La Borde (1691-1769), fermier général, financier
- Jean-Joseph de Laborde (1724-1794), négociant, armateur, banquier et fermier général
- Elisabeth-Josèphe de Laborde (1725-1808), baronne de Marchais, puis comtesse d'Angiviller
- Jean-Benjamin de La Borde (1734-1794), premier valet de chambre et favori du roi Louis XV, receveur général des finances puis fermier général, compositeur, historien
- François Louis Jean-Joseph de Laborde de Méréville (1761-1801), banquier de commerce et d’affaires, élu député du tiers état d’Étampes aux États généraux de 1789, amateur de jardins français
- Alexandre de Laborde (1773-1842), archéologue, diplomate, comte de l'Empire (1810), conseiller d'État, préfet, député, grand maître du Grand Orient de France, membre de l'Institut de France et de l'Académie des sciences morales et politiques, général de brigade de la garde nationale et aide de camp de Louis-Philippe, l'un des fondateurs en 1834 et secrétaire de la Société française pour l'abolition de l'esclavage, commandeur de la Légion d'honneur, chevalier de Saint-Louis
- Natalie de Laborde (1774-1835), surnommée « la petite mouche », mariée à Charles de Noailles, duc de Mouchy, elle a été l'une des maîtresses de Chateaubriand, dite « la mieux aimée »
- Valentine de Laborde (1806-1894), épouse de Gabriel Delessert, préfet de police de Paris, Pair de France
- Léon de Laborde (1807-1869), archéologue, diplomate, député sous la monarchie de Juillet et sénateur du Second Empire, aide de camp du général La Fayette, directeur général des Archives de l'Empire
- Alexandre de Laborde (1853-1944), officier supérieur, archéologue et bibliophile, membre de sociétés savantes
- Jean de Laborde (1878-1977), amiral, connu pour avoir ordonné le sabordage de la flotte française à Toulon le 27 novembre 1942 afin d'éviter qu'elle ne tombe aux mains des Allemands, il est inhumé dans le cimetière de Bielle, où son aïeul avait fait construire un château

## Galerie de portraits

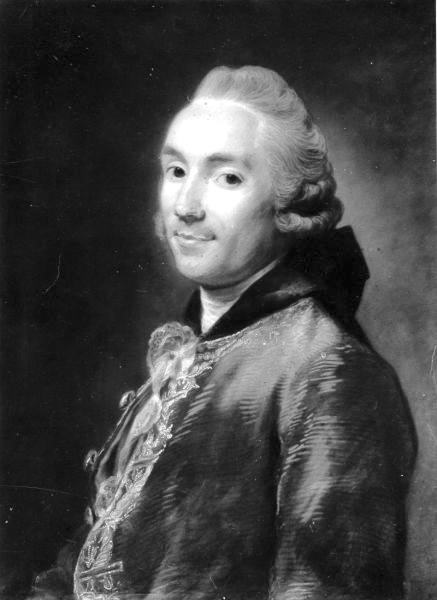
Jean-Joseph de Laborde (1724-1794)
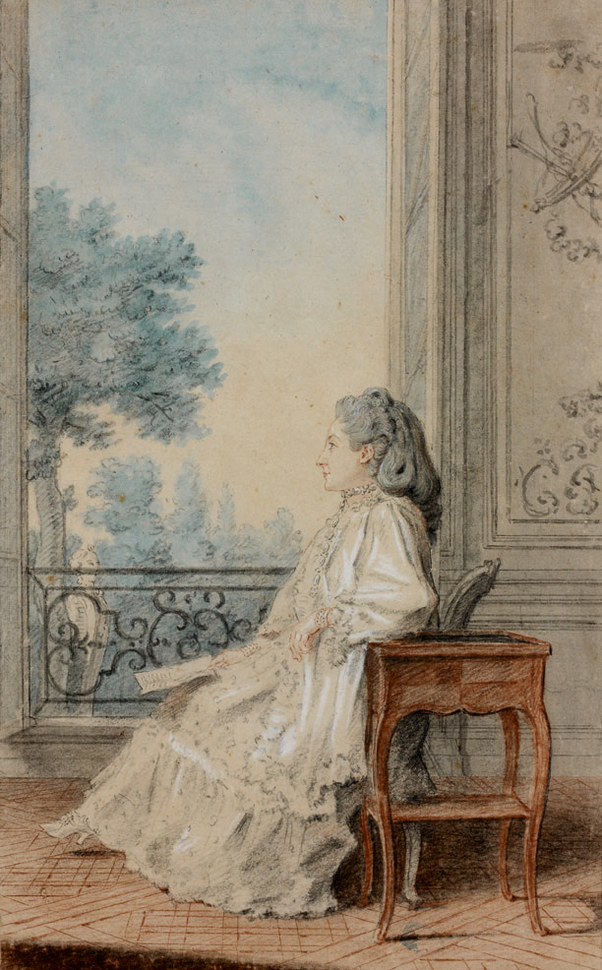
Elisabeth-Josèphe de Laborde (1725-1808)
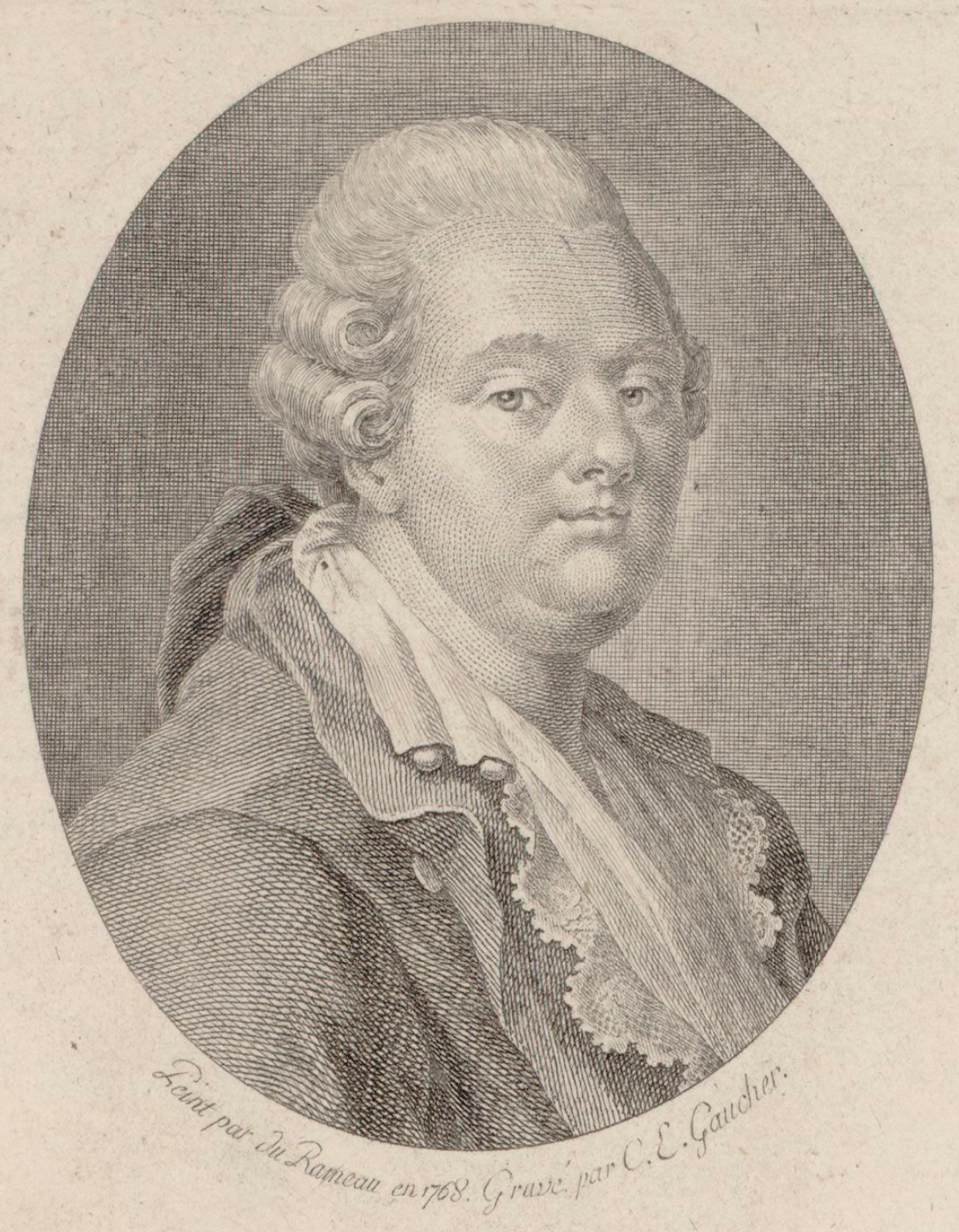
Jean-Benjamin de La Borde (1734-1794)
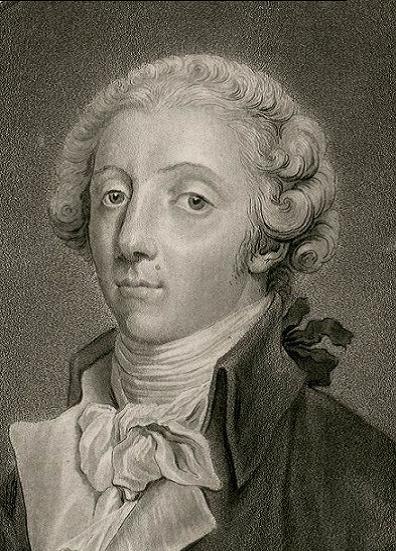
François Louis Jean-Joseph de Laborde de Méréville (1761-1801)
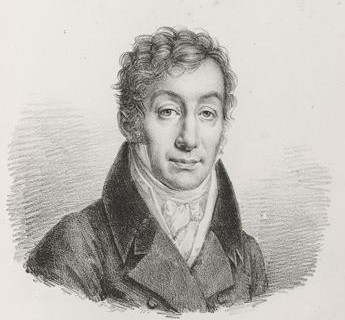
Alexandre de Laborde (1773-1842)
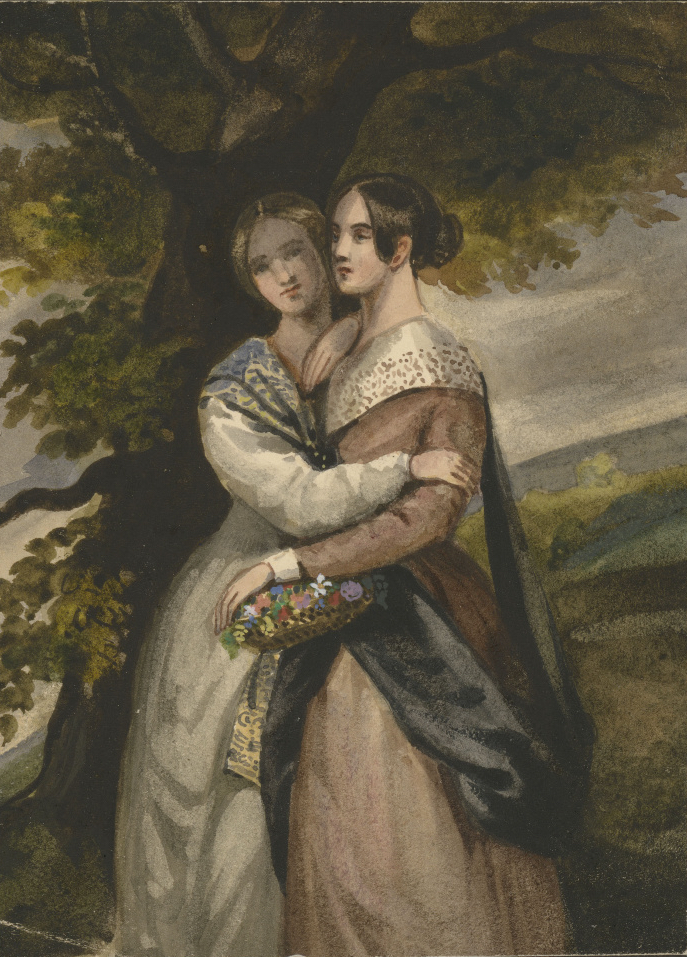
Valentine de Laborde (1806-1894)
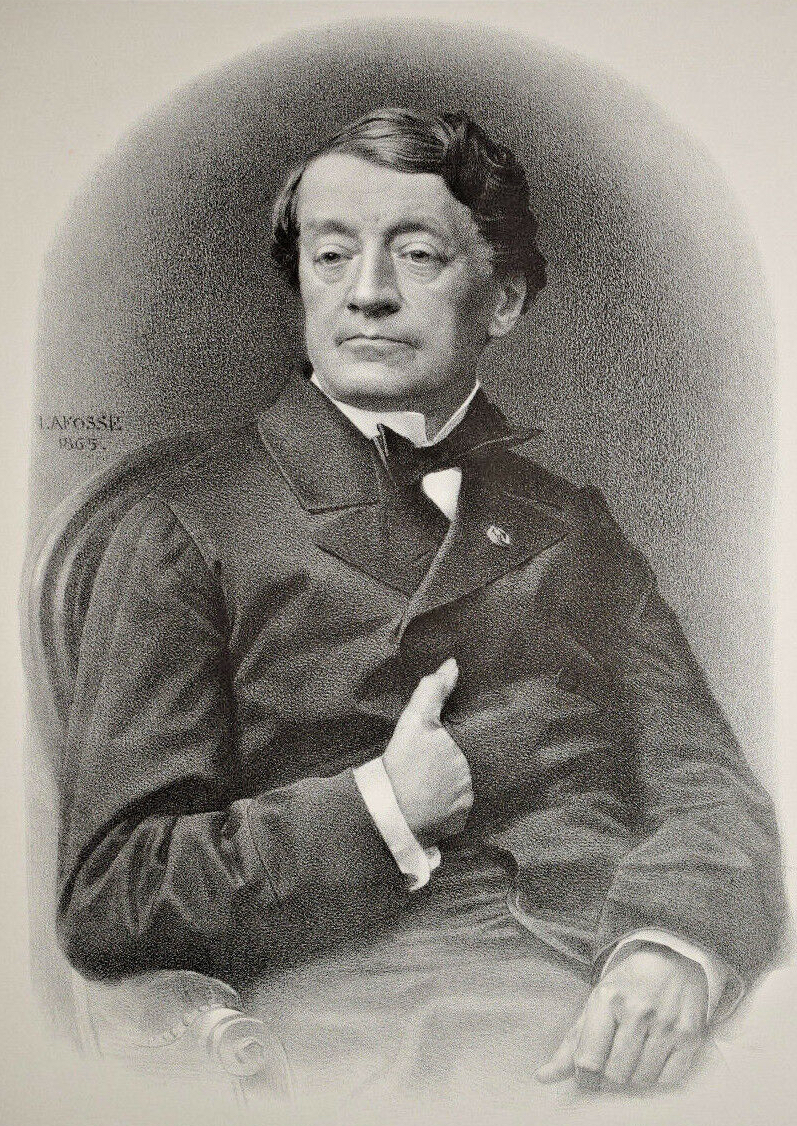
Léon de Laborde (1807-1869)
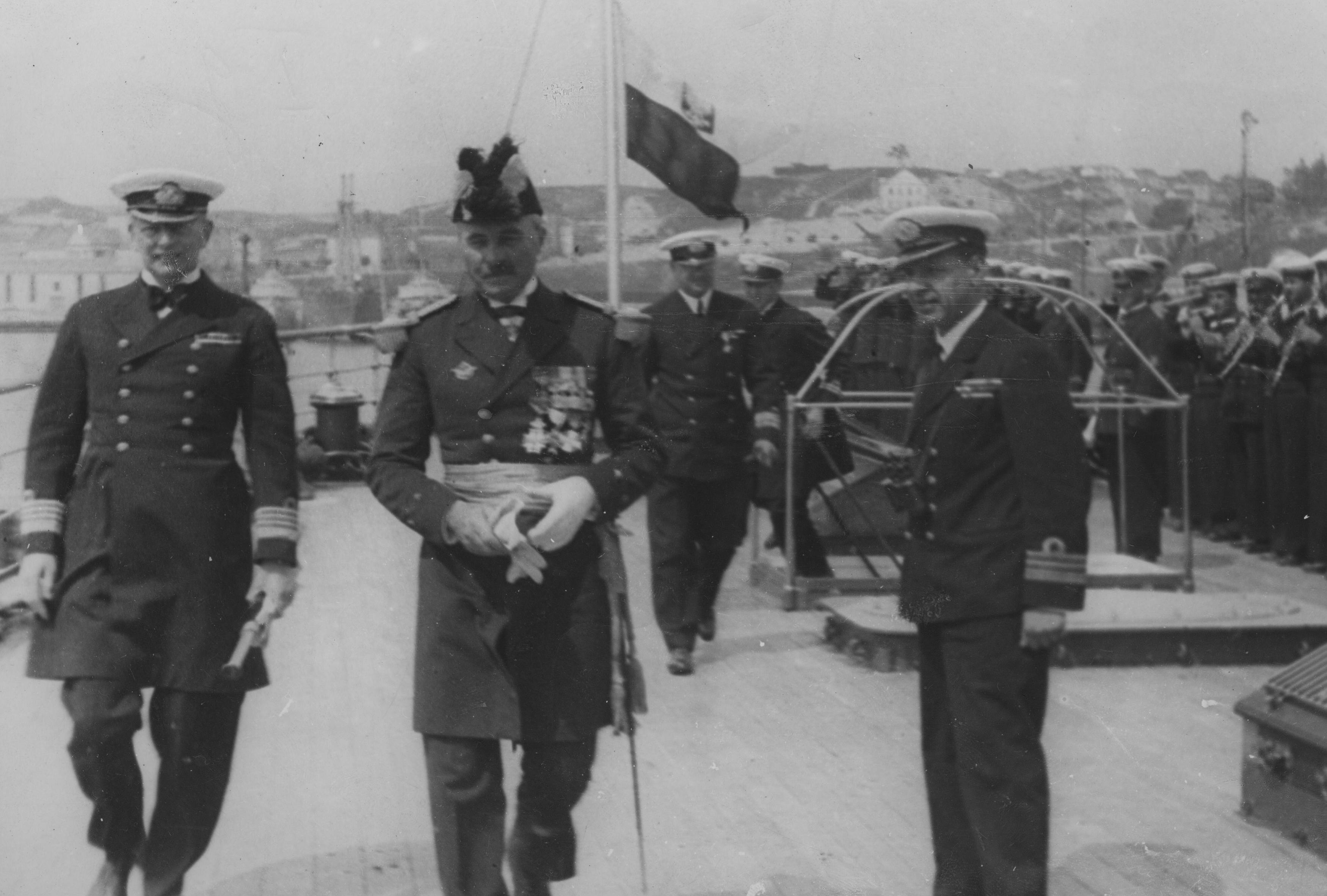
Jean de Laborde (1878-1977)

## Châteaux et fiefs

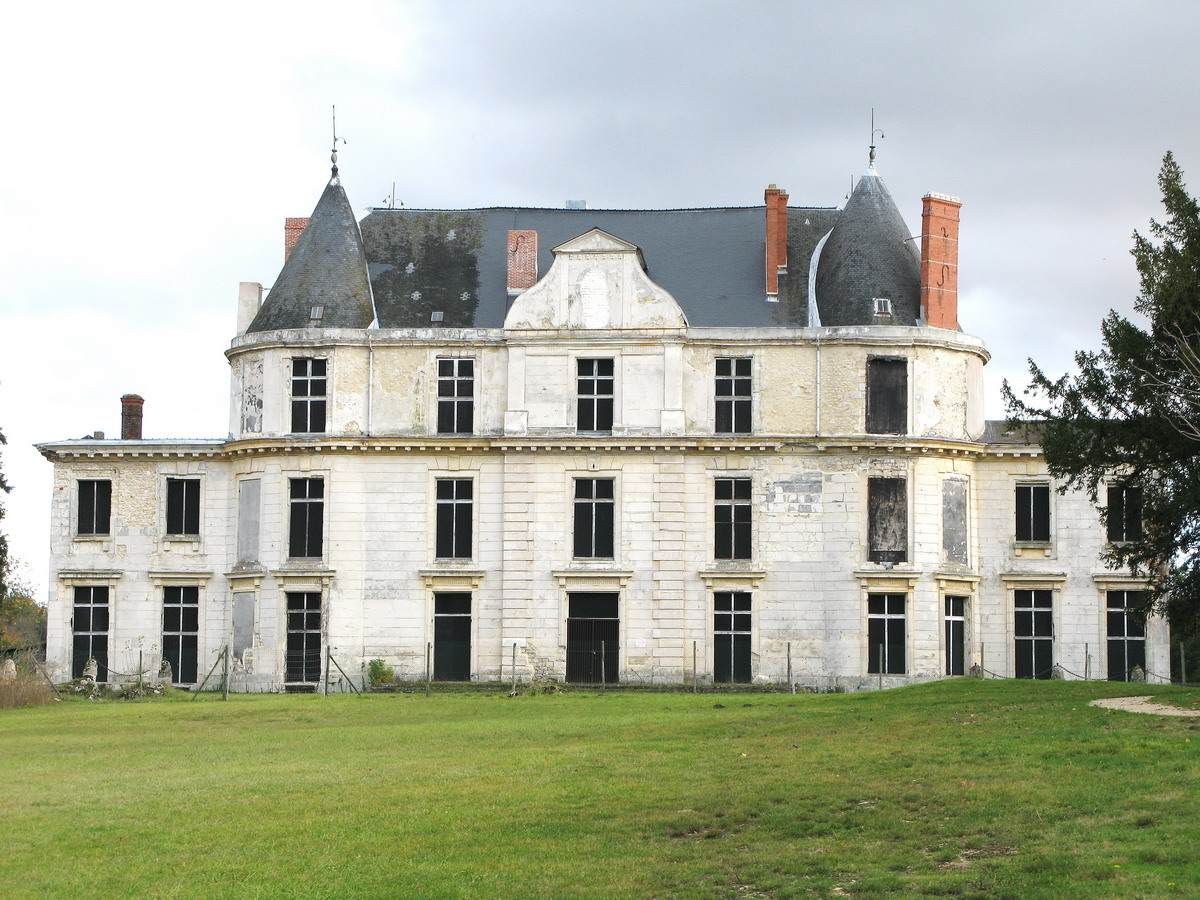
Château de Méréville

## Titres
- Marquis de Méréville (1785)[1]

## Armes
Les armes de la famille de Laborde se blasonnent ainsi : D'azur au chevron d'or accompagné en chef de deux roses et en pointe d'une gerbe, le tout d'or.[réf. nécessaire]

## Alliances
Les principales alliances de la famille de Laborde sont : d'Aleman de Sainte-Croix (fin du XVIIe siècle), Le Vasseur (XVIIIe siècle), de Nettine (1760), de Vismes, de Pérusse des Cars, de Noailles, Sabatier de Cabre (1805), Delessert (1824), Bocher, Odier, Cousin, Perdrigeon du Vernier, Seillière (2 alliances : Edgar-Aimé Seillière et Frédéric Seillière (1865)).

## Pour approfondir